# Republica Batavă
Republica Batavă (neerlandeză Bataafsche Republiek) numită și Batavia a fost o republică ce îngloba cea mai mare parte a teritoriului actual al Țărilor de Jos din 1795 până în 1806. A fost prima și cea mai durabilă dintre republicile clientelare franceze. Numele Batavia face referință la poporul germanic Batavi considerați de revoluționarii olandezi ca strămoșii acestora.
Republica batavă ia naștere în urma Revoluției batave ce are loc între 1780 și 1795 când elitele urbane îl suspectează pe șeful Provinciilor Unite Willem al V-lea, Prinț de Orania de tendințe autoritare și de dorința de a transforma republica în monarhie. Într-o primă fază revoluția este învinsă în 1787, dar în urma declarării războiului de către revoluționarii francezi Angliei și Provinciilor Unite revoluționarii olandezi se alătură acestora și în 1795 trupele franceze ocupă Provinciile Unite și instaurează noua republică.
Datorită faptului că Provinciile Unite au fost o republică de peste 2 secole, armata franceză este primită în calitate de eliberator iar schimbările revoluționare ce au avut loc nu au fost la fel de sângeroase ca cele din Franța. Noua republică a fost organizată ca un stat unitar centralizat și nu ca o confederație așa cum a fost cazul Provinciilor Unite. Odată cu venirea lui Napoleon la putere în Franța acesta impune numeroase schimbări de afară, printre care numirea lui Rutger Jan Schimmelpenninck ca raadspensionaris - mare pensionar, cu scopul a fost de a întării puterea executivă. acesta a fost înlăturat în 1806 iar Ludovic Bonaparte, fratele lui Napoleon, a fost numit rege, încheind astfel existența republicii.